# Europa Oriental
Europa Oriental o Europa del Este es una región de Europa que está al este de la región occidental y al sur de la región septentrional.

## Geopolítica
Tras la finalización de la Segunda Guerra Mundial el nuevo orden europeo y mundial resultante marcó una diferencia notoria entre la Europa Occidental (capitalista, alineada con Estados Unidos mediante la Organización del Tratado del Atlántico Norte) y la Europa Oriental (comunista, alineada con la URSS mediante el Pacto de Varsovia y con China en menor medida). Tras la disolución de la Unión Soviética, la consiguiente caída de la «cortina de hierro» y la incorporación de la mayoría de los países del Bloque del Este a la Unión Europea, algunas de estas diferencias se minoraron.
En Europa Oriental, a diferencia de su homóloga Occidental, predomina el cristianismo ortodoxo representado por la Iglesia ortodoxa  y el uso de lenguas eslavas; también es notoria la escritura en alfabeto cirílico.

## ONU
Europa Oriental es una de las veintidós subregiones en que la ONU divide el mundo. En ella se incluye a trece países de Europa: Armenia, Azerbaiyán, Bielorrusia, Bulgaria, Eslovaquia, Georgia, Hungría, Moldavia, Polonia, República Checa, Rumania, Rusia y Ucrania. Otras definiciones incluyen a las repúblicas bálticas por ser Estados postsoviéticos, más las pequeñas porciones territoriales europeas de Kazajistán y Turquía (ambos países túrquicos).
Limita al norte con el mar Báltico, Europa Septentrional y el océano Ártico; al este con el océano Pacífico a través de Asia del Norte —perteneciente a la parte asiática de Rusia, separada de la europea por los montes Urales y el río Ural; al sur con el mar Negro, la cordillera del Cáucaso, el mar Caspio (fronteras naturales entre Europa y Asia), Asia Occidental, Asia Central y Asia Oriental; al suroeste con Europa meridional y al oeste con Europa Occidental.